# 許光漢
許光漢（シュー・グァンハン／グレッグ・シュー／グレッグ・ハン、Hsu Kuanghan (Greg Hsu / Greg Han)、1990年10月31日 - ）は、台湾の俳優、モデル、歌手。

## 来歴
2017年、ドラマ『先生、本当の恋って?』で第52回金鐘奨の長編ドラマ助演男優賞にノミネートされた。
2020年、ドラマ『時をかける愛』で第55回金鐘奨の連続ドラマ主演男優賞にノミネートされた。本人は受賞を逃したが、ドラマは連続ドラマ作品賞など4部門で受賞した。
同年6月、何樂音樂（レーベル）と契約した。
2021年3月、中国新疆ウイグル自治区での少数民族ウイグル族の強制労働を懸念し、「新疆綿」の不使用を表明したファッションブランドに対する不買運動が中国で起こり、批判の対象となったブランドの広告塔を台湾の芸能人が相次いで契約終了を発表。許光漢もCalvin Kleinとプーマの契約を終了した。
2022年、第33回金曲奨の新人賞にノミネートされたが受賞は逃した。

## 出演作品

### ドラマ
- 潛入藍中籃（2013年）- 陳珉灝 役
- 植劇場 - 戀愛沙塵暴（2016年）- 莊浩洋 役
- 先生、本当の恋って?（2016年）- 陳威政 役
- アテンションLOVE（2017年）- 金宇彬（ジン・ユービン）役
- 年下のオトコ（2017年）- 黄厚喩（ニーグル） 役
- 那刻的怦然心動（2017年）- 秦朗 役
- 1006的房客（2018年）- 周大軍 役
- 時をかける愛（2019年）- 李子維（リー・ズーウェイ）／王詮勝（ワン・チュエンション） 役
- 罪夢者（2019年）- 林季子（王小秋） 役
- 路〜台湾エクスプレス〜（2020年）- ケビン 役
- 最後の雨が降るとき（2021年）- 許光漢 役[8]
- NO WAY OUT：ザ・ルーレット（2024年、Disney+） - ミスタースマイル 役
- 正港分局（2024年、Netflix） - 呉明翰 役

### 映画
- お花畑から来た少年[9]（2018年）- 莊浩洋 役
- ひとつの太陽[10]（2019年）- 陳建豪 役
- 你的婚禮（2021年）- 周瀟齊 役[11]
- 劇場版 時をかける愛（2022年）- 李子維（リー・ズーウェイ） 役
- 僕と幽霊が家族になった件（2023年）- 吳明翰（ウー・ミンハン） 役
- 青春18×2 君へと続く道（2024年） - 主演・ジミー 役（清原果耶とのダブル主演）[12]
- 他年她日（2025年）[13]

### テレビ映画
- 海吉拉（2018年）- 文棠生 役[14]

### 吹き替え
- 君たちはどう生きるか（2023年）- 青サギ 役[15]
- 八戒:決戰未來（2024年）- 八戒 役[16]

### ミュージックビデオ
- 2003年　周杰倫「三年二班」(三年二組)
- 2012年　郭書瑤「愛的告白」(愛の告白)
- 2013年　戴佩妮「你怎麼可以安心的睡著」(君はよくもそんな安心して眠り込んだなの)
- 2014年　周傳雄「時不知歸」
- 2017年　呉克群「失聲」(失声)
- 2019年　落日飛車「Vanilla Villa」
- 2020年　田馥甄「懸日」[17](マンハッタンヘンジ)
- 2024年　HYUKOH&落日飛車「Antenna」

### CM/イメージキャラクター
- 2015年　統一小時光麵館 第二話 心碎的滋味 - 給
- 2015年　台北愛之味
- 2016年　歐樂B 電動牙刷
- 2016年　Expedia
- 2016年　Canon PowerShot G系列
- 2016年　戀愛魔鏡
- 2016年　new Yamaha Force 155 微電影
- 2017年　Onitsuka Tiger
- 2017年　蘭芝
- 2017年　KISSME 花漾美姬
- 2018年　碧歐斯 - Hi! My Pink Boyfriend
- 2019年　FECA改造王 複合吸引力
- 2020年　M.A.C [18]
- 2020年　舒跑S[19]
- 2020年　黑松茶尋味[20]
- 2020年　Calvin Klein Jeans[21]
- 2020年　ケラスターゼ[22]
- 2020年　娃哈哈[23]
- 2020年〜2021年　プーマ[24][6]
- 2021年　Sony ZV-1
- 2021年　MI TESORO 蜜緹彩色日抛隱形眼鏡[25]
- 2021年　Calvin Klein[26][6]
- 2022年　OPPO[27]
- 2022年　Labelle拉蓓 微笑甘麥茶[28]
- 2022年　FENDI[29]
- 2023年　ザ・マッカラン[30]
- 2024年　Klook[31]

## 音楽作品

### アルバム
- 許光漢首張同名專輯　(2021年12月1日 / 日本未発売）[32]

### シングル
- 別再想見我　(2020年10月27日 / 日本未発売）[33]

## 受賞歴
- 2020年　年度最GQ賞：新生代明星[34]
- 2022年　Hito流行音樂獎 最受歡迎新人[35]

## 慈善活動
- 2020年　愛最大慈善光協會 「毛起來愛 生命園區救助計畫」[36]